# 선우현
《선우현》은 《디지몬 프론티어》의 등장인물으로, 원판 이름은 미나모토 코우지(源 輝二).

## 소개
성우: 카미야 히로시 / 엄상현 / 스티브 스테일리

## 작중 행적
조금 과묵한 분위기의 독불장군, 타쿠야와는 다른 길을 통해 디지털 월드에 오게 된다. 자신에게 쌍둥이 형이 있다는 사실을 전혀 모르고 있었으나, 디지바이스에서 들려오는 '머지않아 당신에게 주어진 모든 수수께끼가 풀릴 것입니다.'라는 소리를 듣고 그 수수께끼를 풀려고 한다. 이 후, 자신들의 적이었던 더스크몬이 실은 자신의 쌍둥이형 '키무라 코우이치'라는 것이 밝혀지면서 혼란스러워 한다. 아빠가 재혼하여 새롭게 맞아들인 새 엄마를 '엄마'라고 부르지 못한 것을 후회하고, 후에 결말에서 인간 세상으로 돌아왔을 때 미처 전해주지 못했던 꽃다발을 새 엄마께 드리며 코우이치와 함께 자신들의 엄마를 찾아가기도 한다.
스피릿 변신은 빛의 속성인 볼프몬, 가름몬, 베오울프몬, 매그너가루몬이다.